# Preliminariile Campionatului European de Fotbal 2008
Campionatul European de Fotbal 2008 (EURO 2008) a avut loc în Austria și Elveția.
Austria și Elveția, în calitate de țări gazdă s-au calificat automat la turneul final. Celelalte 14 echipe au fost determinate într-un turneu de calificare care a început în 2006.

## Repartizarea
Tragerea la sorți a avut loc pe 27 ianuarie 2006 în Montreux, Elveția.
| Urna | Echipa                | Coeficient | Urna | Echipa            | Coeficient |
| ---- | --------------------- | ---------- | ---- | ----------------- | ---------- |
| 1    | Grecia1               | 1.950      | 5    | Ungaria           | 1.389      |
| 1    | Țările de Jos         | 2.550      | 5    | Finlanda          | 1.300      |
| 1    | Portugalia            | 2.500      | 5    | Estonia           | 1.250      |
| 1    | Anglia                | 2.500      | 5    | Țara Galilor      | 1.167      |
| 1    | Cehia                 | 2.450      | 5    | Lituania          | 1.111      |
| 1    | Franța                | 2.444      | 5    | Albania           | 1.050      |
| 1    | Suedia                | 2.278      | 5    | Islanda           | 0.944      |
| 2    | Germania              | 2.250      | 6    | Georgia           | 0.850      |
| 2    | Croația               | 2.222      | 6    | Macedonia de Nord | 0.750      |
| 2    | Italia                | 2.222      | 6    | Belarus           | 0.722      |
| 2    | Turcia                | 2.100      | 6    | Armenia           | 0.700      |
| 2    | Polonia               | 2.056      | 6    | Irlanda de Nord   | 0.667      |
| 2    | Spania                | 2.056      | 6    | Cipru             | 0.667      |
| 2    | România               | 1.950      | 6    | Republica Moldova | 0.611      |
| 3    | Serbia                | 1.889      | 7    | Liechtenstein     | 0.450      |
| 3    | Rusia                 | 1.850      | 7    | Azerbaidjan       | 0.389      |
| 3    | Danemarca             | 1.850      | 7    | Andorra           | 0.250      |
| 3    | Norvegia              | 1.778      | 7    | Malta             | 0.222      |
| 3    | Bulgaria              | 1.778      | 7    | Insulele Feroe    | 0.111      |
| 3    | Ucraina               | 1.750      | 7    | Kazahstan         | 0.083      |
| 3    | Slovacia              | 1.650      | 7    | Luxemburg         | 0.000      |
| 4    | Bosnia și Herțegovina | 1.611      | 7    | San Marino        | 0.000      |
| 4    | Republica Irlanda     | 1.556      |      |                   |            |
| 4    | Belgia                | 1.556      |      |                   |            |
| 4    | Letonia               | 1.550      |      |                   |            |
| 4    | Israel                | 1.500      |      |                   |            |
| 4    | Scoția                | 1.500      |      |                   |            |
| 4    | Slovenia              | 1.444      |      |                   |            |

1 Greece were first seeded, as European champions
 Austria (1.333) și   Elveția (1.833) s-au calificat automat la Euro 2008 ca țări gazdă.

## Calificări
Extragerea pentru etapa de calificări la UEFA EURO 2008™ a avut loc la Montreux, Elveția în 27 ianuarie 2006 la 12:00 (CET) [13:00 ora României].
Grupele de calificare sunt:
| Grupa A                                                                                 | Grupa B                                                                    | Grupa C                                                                                    | Grupa D                                                                     |
| --------------------------------------------------------------------------------------- | -------------------------------------------------------------------------- | ------------------------------------------------------------------------------------------ | --------------------------------------------------------------------------- |
| - Portugalia - Polonia - Serbia - Belgia - Finlanda - Armenia - Azerbaidjan - Kazahstan | - Franța - Italia - Ucraina - Scoția - Lituania - Georgia - Insulele Feroe | - Grecia - Turcia - Norvegia - Bosnia și Herțegovina - Ungaria - Republica Moldova - Malta | - Cehia - Germania - Slovacia - Irlanda - Țara Galilor - Cipru - San Marino |

| Grupa E                                                                     | Grupa F                                                                             | Grupa G                                                                         |
| --------------------------------------------------------------------------- | ----------------------------------------------------------------------------------- | ------------------------------------------------------------------------------- |
| - Anglia - Croația - Rusia - Israel - Estonia - Macedonia de Nord - Andorra | - Suedia - Spania - Danemarca - Letonia - Irlanda de Nord - Liechtenstein - Islanda | - România - Țările de Jos - Bulgaria - Slovenia - Albania - Belarus - Luxemburg |

## Grupe

### Grupa A
| Team        | Pld | W | D | L | GF | GA | GD  | Pts |
| ----------- | --- | - | - | - | -- | -- | --- | --- |
| Polonia     | 14  | 8 | 4 | 2 | 24 | 12 | +12 | 28  |
| Portugalia  | 14  | 7 | 6 | 1 | 24 | 10 | +14 | 27  |
| Serbia      | 14  | 6 | 6 | 2 | 22 | 11 | +11 | 24  |
| Finlanda    | 14  | 6 | 6 | 2 | 13 | 7  | +6  | 24  |
| Belgia      | 14  | 5 | 3 | 6 | 14 | 16 | −2  | 18  |
| Kazahstan   | 14  | 2 | 4 | 8 | 11 | 21 | −10 | 10  |
| Armenia     | 12* | 2 | 3 | 7 | 4  | 13 | −9  | 9   |
| Azerbaidjan | 12* | 1 | 2 | 9 | 6  | 28 | −22 | 5   |

|             | Armenia | Azerbaidjan | Belgia | Finlanda | Kazahstan | Polonia | Portugalia | Serbia |
| ----------- | ------- | ----------- | ------ | -------- | --------- | ------- | ---------- | ------ |
| Armenia     | —       | Canc.*      | 0–1    | 0–0      | 0–1       | 1–0     | 1–1        | 0–0    |
| Azerbaidjan | Canc.*  | —           | 0–1    | 1–0      | 1–1       | 1–3     | 0–2        | 1–6    |
| Belgia      | 3–0     | 3–0         | —      | 0–0      | 0–0       | 0–1     | 1–2        | 3–2    |
| Finlanda    | 1–0     | 2–1         | 2–0    | —        | 2–1       | 0–0     | 1–1        | 0–2    |
| Kazahstan   | 1–2     | 1–1         | 2–2    | 0–2      | —         | 0–1     | 1–2        | 2–1    |
| Polonia     | 1–0     | 5–0         | 2–0    | 1–3      | 3–1       | —       | 2–1        | 1–1    |
| Portugalia  | 1–0     | 3–0         | 4–0    | 0–0      | 3–0       | 2–2     | —          | 1–1    |
| Serbia      | 3–0     | 1–0         | 1–0    | 0–0      | 1–0       | 2–2     | 1–1        | —      |

(*) Armenia si Azerbaidjan au jucat doar 12 meciuri și decizia UEFA a fost de a anula cele 2 meciuri între respectivele țări neacordându-se nici un punct pentru meciurile nejucate.
(*) Serbia și Finlanda au fost departajate după meciurile directe:
- - Serbia – 4 pt (0–0 A vs Finlanda, 2–0 D vs Finlanda)
  - Finlanda – 1 pt (0–2 A vs Serbia, 0–0 D vs Serbia)

### Grupa B
| Echipă         | Pld | W | D | L  | GF | GA | GD  | Pts |
| -------------- | --- | - | - | -- | -- | -- | --- | --- |
| Italia         | 12  | 9 | 2 | 1  | 22 | 9  | +13 | 29  |
| Franța         | 12  | 8 | 2 | 2  | 25 | 5  | +20 | 26  |
| Scoția         | 12  | 8 | 0 | 4  | 21 | 12 | +9  | 24  |
| Ucraina        | 12  | 5 | 2 | 5  | 18 | 16 | +2  | 17  |
| Lituania       | 12  | 5 | 1 | 6  | 11 | 13 | −2  | 16  |
| Georgia        | 12  | 3 | 1 | 8  | 16 | 19 | −3  | 10  |
| Insulele Feroe | 12  | 0 | 0 | 12 | 4  | 43 | −39 | 0   |

|                | Insulele Feroe | Franța | Georgia | Italia | Lituania | Scoția | Ucraina |
| -------------- | -------------- | ------ | ------- | ------ | -------- | ------ | ------- |
| Insulele Feroe | —              | 0–6    | 0–6     | 1–2    | 0–1      | 0–2    | 0–2     |
| Franța         | 5–0            | —      | 1–0     | 3–1    | 2–0      | 0–1    | 2–0     |
| Georgia        | 3–1            | 0–3    | —       | 1–3    | 0–2      | 2–0    | 1–1     |
| Italia         | 3–1            | 0–0    | 2–0     | —      | 1–1      | 2–0    | 2–0     |
| Lituania       | 2–1            | 0–1    | 1–0     | 0–2    | —        | 1–2    | 2–0     |
| Scoția         | 6–0            | 1–0    | 2–1     | 1–2    | 3–1      | —      | 3–1     |
| Ucraina        | 5–0            | 2–2    | 3–2     | 1–2    | 1–0      | 2–0    | —       |

### Grupa C
| Echipa                | Pld | W  | D | L | GF | GA | GD  | Pts |
| --------------------- | --- | -- | - | - | -- | -- | --- | --- |
| Grecia                | 12  | 10 | 1 | 1 | 25 | 10 | +15 | 31  |
| Turcia                | 12  | 7  | 3 | 2 | 25 | 11 | +14 | 24  |
| Norvegia              | 12  | 7  | 2 | 3 | 27 | 11 | +16 | 23  |
| Bosnia și Herțegovina | 12  | 4  | 1 | 7 | 16 | 22 | −6  | 13  |
| Republica Moldova     | 12  | 3  | 3 | 6 | 12 | 19 | −7  | 12  |
| Ungaria               | 12  | 4  | 0 | 8 | 11 | 22 | −11 | 12  |
| Malta                 | 12  | 1  | 2 | 9 | 10 | 31 | −21 | 5   |

|                       | Bosnia și Herțegovina | Grecia | Ungaria | Malta | Republica Moldova | Norvegia | Turcia |
| --------------------- | --------------------- | ------ | ------- | ----- | ----------------- | -------- | ------ |
| Bosnia și Herțegovina | —                     | 0–4    | 1–3     | 1–0   | 0–1               | 0–2      | 3–2    |
| Grecia                | 3–2                   | —      | 2–0     | 5–0   | 2–1               | 1–0      | 1–4    |
| Ungaria               | 1–0                   | 1–2    | —       | 2–0   | 2–0               | 1–4      | 0–1    |
| Malta                 | 2–5                   | 0–1    | 2–1     | —     | 2–3               | 1–4      | 2–2    |
| Republica Moldova     | 2–2                   | 0–1    | 3–0     | 1–1   | —                 | 0–1      | 1–1    |
| Norvegia              | 1–2                   | 2–2    | 4–0     | 4–0   | 2–0               | —        | 1–2    |
| Turcia                | 1–0                   | 0–1    | 3–0     | 2–0   | 5–0               | 2–2      | —      |

Notes on the tie-breaking situation:
- Moldova and Hungary are ranked by their head-to-head records:
  - Moldova – 3 pts, +1 GD (3–0 H vs Hungary, 0–2 A vs Hungary)
  - Hungary – 3 pts, −1 GD (2–0 H vs Moldova, 0–3 A vs Moldova)

### Grupa D
| Echipa            | Pld | W | D | L  | GF | GA | GD  | Pts |
| ----------------- | --- | - | - | -- | -- | -- | --- | --- |
| Cehia             | 12  | 9 | 2 | 1  | 27 | 5  | +22 | 29  |
| Germania          | 12  | 8 | 3 | 1  | 35 | 7  | +28 | 27  |
| Republica Irlanda | 12  | 4 | 5 | 3  | 17 | 14 | +3  | 17  |
| Slovacia          | 12  | 5 | 1 | 6  | 33 | 23 | +10 | 16  |
| Țara Galilor      | 12  | 4 | 3 | 5  | 18 | 19 | −1  | 15  |
| Cipru             | 12  | 4 | 2 | 6  | 17 | 24 | −7  | 14  |
| San Marino        | 12  | 0 | 0 | 12 | 2  | 57 | −55 | 0   |

|                   | Cipru | Cehia | Germania | Republica Irlanda | San Marino | Slovacia | Țara Galilor |
| ----------------- | ----- | ----- | -------- | ----------------- | ---------- | -------- | ------------ |
| Cipru             | —     | 0–2   | 1–1      | 5–2               | 3–0        | 1–3      | 3–1          |
| Cehia             | 1–0   | —     | 1–2      | 1–0               | 7–0        | 3–1      | 2–1          |
| Germania          | 4–0   | 0–3   | —        | 1–0               | 6–0        | 2–1      | 0–0          |
| Republica Irlanda | 1–1   | 1–1   | 0–0      | —                 | 5–0        | 1–0      | 1–0          |
| San Marino        | 0–1   | 0–3   | 0–13     | 1–2               | —          | 0–5      | 1–2          |
| Slovacia          | 6–1   | 0–3   | 1–4      | 2–2               | 7–0        | —        | 2–5          |
| Țara Galilor      | 3–1   | 0–0   | 0–2      | 2–2               | 3–0        | 1–5      | —            |

### Grupa E
| Team              | Pld | W | D | L  | GF | GA | GD  | Pts |
| ----------------- | --- | - | - | -- | -- | -- | --- | --- |
| Croația           | 12  | 9 | 2 | 1  | 28 | 8  | +20 | 29  |
| Rusia             | 12  | 7 | 3 | 2  | 18 | 7  | +11 | 24  |
| Anglia            | 12  | 7 | 2 | 3  | 24 | 7  | +17 | 23  |
| Israel            | 12  | 7 | 2 | 3  | 20 | 12 | +8  | 23  |
| Macedonia de Nord | 12  | 4 | 2 | 6  | 12 | 12 | 0   | 14  |
| Estonia           | 12  | 2 | 1 | 9  | 5  | 21 | −16 | 7   |
| Andorra           | 12  | 0 | 0 | 12 | 2  | 42 | −40 | 0   |

|                   | Andorra | Croația | Anglia | Estonia | Macedonia de Nord | Israel | Rusia |
| ----------------- | ------- | ------- | ------ | ------- | ----------------- | ------ | ----- |
| Andorra           | —       | 0–6     | 0–3    | 0–2     | 0–3               | 0–2    | 0–1   |
| Croația           | 7–0     | —       | 2–0    | 2–0     | 2–1               | 1–0    | 0–0   |
| Anglia            | 5–0     | 2–3     | —      | 3–0     | 0–0               | 3–0    | 3–0   |
| Estonia           | 2–1     | 0–1     | 0–3    | —       | 0–1               | 0–1    | 0–2   |
| Macedonia de Nord | 3–0     | 2–0     | 0–1    | 1–1     | —                 | 1–2    | 0–2   |
| Israel            | 4–1     | 3–4     | 0–0    | 4–0     | 1–0               | —      | 2–1   |
| Rusia             | 4–0     | 0–0     | 2–1    | 2–0     | 3–0               | 1–1    | —     |

Notes on the tie-breaking situation:
- England and Israel are ranked by their head-to-head records:
  - England – 4 pts (3–0 H vs Israel, 0–0 A vs Israel)
  - Israel – 1 pt (0–0 H vs England, 0–3 A vs England)

### Grupa F
| Team            | Pld | W | D | L | GF | GA | GD  | Pts |
| --------------- | --- | - | - | - | -- | -- | --- | --- |
| Spania          | 12  | 9 | 1 | 2 | 23 | 8  | +15 | 28  |
| Suedia          | 12  | 8 | 2 | 2 | 23 | 9  | +14 | 26  |
| Irlanda de Nord | 12  | 6 | 2 | 4 | 17 | 14 | +3  | 20  |
| Danemarca       | 12  | 6 | 2 | 4 | 21 | 11 | +10 | 20  |
| Letonia         | 12  | 4 | 0 | 8 | 15 | 17 | −2  | 12  |
| Islanda         | 12  | 2 | 2 | 8 | 10 | 27 | −17 | 8   |
| Liechtenstein   | 12  | 2 | 1 | 9 | 9  | 32 | −23 | 7   |

|                 | Danemarca | Islanda | Letonia | Liechtenstein | Irlanda de Nord | Spania | Suedia |
| --------------- | --------- | ------- | ------- | ------------- | --------------- | ------ | ------ |
| Danemarca       | —         | 3–0     | 3–1     | 4–0           | 0–0             | 1–3    | 0–3*   |
| Islanda         | 0–2       | —       | 2–4     | 1–1           | 2–1             | 1–1    | 1–2    |
| Letonia         | 0–2       | 4–0     | —       | 4–1           | 1–0             | 0–2    | 0–1    |
| Liechtenstein   | 0–4       | 3–0     | 1–0     | —             | 1–4             | 0–2    | 0–3    |
| Irlanda de Nord | 2–1       | 0–3     | 1–0     | 3–1           | —               | 3–2    | 2–1    |
| Spania          | 2–1       | 1–0     | 2–0     | 4–0           | 1–0             | —      | 3–0    |
| Suedia          | 0–0       | 5–0     | 2–1     | 3–1           | 1–1             | 2–0    | —      |

(*) The abandoned match between Denmark and Sweden was a 3–0 win awarded to Sweden, after a UEFA hearing on 8 June 2007
Notes on the tie-breaking situation:
- Northern Ireland and Denmark are ranked by their head-to-head records:
  - Northern Ireland – 4 pts (2–1 H vs Denmark, 0–0 A vs Denmark)
  - Denmark – 1 pt (0–0 H vs Northern Ireland, 1–2 A vs Northern Ireland)

### Grupa G
| Team          | Pld | W | D | L  | GF | GA | GD  | Pts |
| ------------- | --- | - | - | -- | -- | -- | --- | --- |
| România       | 12  | 9 | 2 | 1  | 26 | 7  | +19 | 29  |
| Țările de Jos | 12  | 8 | 2 | 2  | 15 | 5  | +10 | 26  |
| Bulgaria      | 12  | 7 | 4 | 1  | 18 | 7  | +11 | 25  |
| Belarus       | 12  | 4 | 1 | 7  | 17 | 23 | −6  | 13  |
| Albania       | 12  | 2 | 5 | 5  | 12 | 18 | −6  | 11  |
| Slovenia      | 12  | 3 | 2 | 7  | 9  | 16 | −7  | 11  |
| Luxemburg     | 12  | 1 | 0 | 11 | 2  | 23 | −21 | 3   |

|               | Albania | Belarus | Bulgaria | Luxemburg | Țările de Jos | România | Slovenia |
| ------------- | ------- | ------- | -------- | --------- | ------------- | ------- | -------- |
| Albania       | —       | 2–4     | 1–1      | 2–0       | 0–1           | 0–2     | 0–0      |
| Belarus       | 2–2     | —       | 0–2      | 0–1       | 2–1           | 1–3     | 4–2      |
| Bulgaria      | 0–0     | 2–1     | —        | 3–0       | 1–1           | 1–0     | 3–0      |
| Luxemburg     | 0–3     | 1–2     | 0–1      | —         | 0–1           | 0–2     | 0–3      |
| Țările de Jos | 2–1     | 3–0     | 2–0      | 1–0       | —             | 0–0     | 2–0      |
| România       | 6–1     | 3–1     | 2–2      | 3–0       | 1–0           | —       | 2–0      |
| Slovenia      | 0–0     | 1–0     | 0–2      | 2–0       | 0–1           | 1–2     | —        |

Notes on the tie-breaking situation:
- Albania and Slovenia are tied on their head-to-head records, and are thus ranked by their overall goal difference in the group:
  - Albania – 2 pts, 0GD, 0GF, 0 away goals (0–0 H vs Slovenia, 0–0 A vs Slovenia) – Overall GD = −6
  - Slovenia – 2 pts, 0GD, 0GF, 0 away goals (0–0 H vs Albania, 0–0 A vs Albania) – Overall GD = −7

## Topul marcatorilor
| Jucător            | Goluri | Minute jucate | Țara            | Club                |
| ------------------ | ------ | ------------- | --------------- | ------------------- |
| David Healy        | 13     | 1075'         | Irlanda de Nord | Leeds United/Fulham |
| Eduardo            | 10     | 1061'         | Croația         | Arsenal             |
| Euzebiusz Smolarek | 9      | 824'          | Polonia         | Racing Santander    |
| Lukas Podolski     | 8      | 660'          | Germania        | Bayern München      |
| Jon Dahl Tomasson  | 8      | 989'          | Danemarca       | Villarreal          |
| Cristiano Ronaldo  | 8      | 1153'         | Portugalia      | Manchester United   |
| Steffen Iversen    | 7      | 669'          | Norvegia        | Rosenborg           |
| Mladen Petrić      | 7      | 677'          | Croația         | Borussia Dortmund   |
| Nikola Žigić       | 7      | 867'          | Serbia          | Valencia            |
| David Villa        | 7      | 896'          | Spania          | Valencia            |

Sursa: UEFA

## Țări calificate
1. Austria (gazdă, calificată direct)
2. Elveția (gazdă, calificată direct)
3. Germania (locul 2 în grupa D)
4. Grecia (locul 1 în grupa C)
5. Cehia (locul 1 în grupa D)
6. România (locul 1 în grupa G)
7. Italia (locul 1 în grupa B)
8. Franța (locul 2 în grupa B)
9. Croația (locul 1 în grupa E)
10. Polonia ( locul 1 în grupa A)
11. Țările de Jos (locul 2 în grupa G)
12. Spania (locul 1 în grupa F)
13. Suedia (locul 2 în grupa F)
14. Turcia (locul 2 în grupa C)
15. Portugalia (locul 2 în grupa A)
16. Rusia (locul 2 în grupa E)